# Планарія біла
Планарія біла (Dendrocoelum lacteum) — вид війчастих червів. Велика (до 3 см) планарія з повністю білим тілом, вкритим війками, крізь яке можна розгледіти темний кишечник та два ока на голові.
Досить поширений прісноводний вид. Зазвичай переховуються під камінням, у листкових пазухах або на нижній стороні листя водних рослин. Живиться дрібними водяними тваринами, що повзають по дну. Розмножуються нестатево, також можливе статеве розмноження. Планарія — хижак, що живиться найпростішими, органічними частками, маленькими рачками, дрібними мальками риб. Ротовий отвір розміщений на черевному боці, дещо позаду середини тіла. Він веде до глоткової кишені, в якій розташована глотка, що має вигляд хоботка. Органи чуття представлені двома очима, розташованими на передньому кінці тіла. Крім того, чутливу функцію виконують два щупальця. На них знаходяться сенсили — довгі війки, до яких підходять нервові закінчення. Крім щупалець, сенсили розташовані по всій поверхні тіла. Біла планарія — гермафродит. Запліднення внутрішнє, перехресне. Після запліднення вона відкладає кокони з яйцями. Розвиток у планарії прямий.